# Challenger de Charleston II 2024
El Fifth Third Charleston II 125 2024 fue un torneo de tenis perteneció a la WTA 125K serie 2024 en la categoría WTA 125s. El torneo tuvo lugar en la ciudad de Charleston (Estados Unidos), desde el 18 hasta el 24 de noviembre de 2024 sobre pista de dura al aire libre. La primera edición en 2021 se llevó a cabo en tierra batida verde, pero la superficie se cambió a dura para la segunda edición que se llevará a cabo en marzo de 2024.

## Cabezas de serie

### Individuales femenino
| Tenista           | Ranking | Preclasificada |
| Renata Zarazúa    | 60      | 1              |
| Alycia Parks      | 112     | 2              |
| Varvara Lepchenko | 143     | 3              |
| Panna Udvardy     | 159     | 4              |
| Leyre Romero      | 167     | 5              |
| Louisa Chirico    | 183     | 6              |
| Hanna Chang       | 197     | 7              |
| Iva Jovic         | 206     | 8              |

- Ranking del 11 de noviembre de 2024.

### Dobles femenino
| Tenista                       | Ranking | Preclasificada |
| Emily Appleton Carmen Corley  | 215     | 1              |
| Sophie Chang Rasheeda McAdoo  | 314     | 2              |
| Nuria Brancaccio Leyre Romero | 356     | 3              |
| Jaimee Fourlis Dalayna Hewitt | 367     | 4              |

## Campeonas

### Individuales femeninos
Renata Zarazúa venció a  Hanna Chang por 6–1, 7–6(4)

### Dobles femenino
Nuria Brancaccio /  Leyre Romero vencieron a  Kayla Cross /  Liv Hovde por 7–6(6), 6–2